# Gorontalo
Gorontalo è una città dell'Indonesia, posta sulla costa della più settentrionale delle lunghe penisole che compongono l'isola di Celebes, detta Sulawesi in lingua locale. È il capoluogo dell'omonima provincia e, con una popolazione di circa 180.000 abitanti, è anche uno dei centri urbani principali dell'isola.